# Armée royale thaïlandaise

Emblème de l'armée royale thaïlandaise

Pour le club de football appartenant à l'armée, voir Army United Football Club.
L'Armée royale thaïlandaise (กองทัพบกไทย ; Kongthap Bok Thai), est la composante terrestre des Forces armées royales thaïlandaises. Créée en 1874, c'est la plus ancienne et la plus importante de ses composantes.

## Histoire

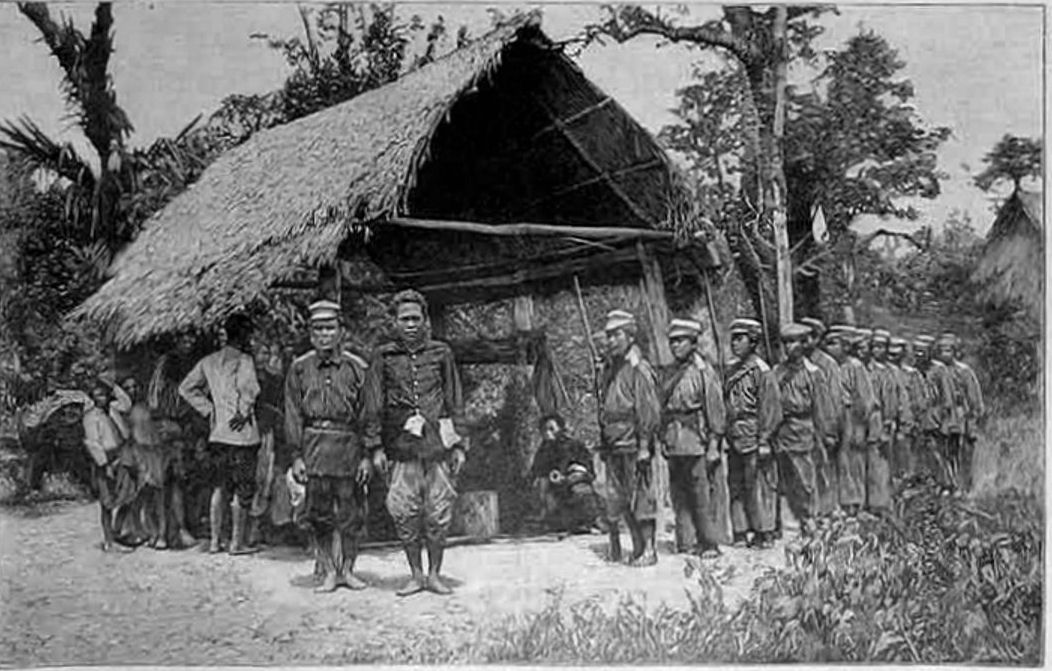
Troupes thaïlandaises au Laos en 1883.

La réforme des armées siamoises fut lancée par le roi Mongkut (Rama IV, 1851-1868) en réponse à la menace occidentale (particulièrement la politique de la canonnière et le traité Bowring du 18 avril 1855, qui garantissait l'extraterritorialité et la liberté de commerce pour les Britanniques, et constituait en fait un traité inégal). L'armée royale thaïlandaise fut formée sous son successeur, Rama V Chulalongkorn, en 1874.
Un contingent d'un millier d'hommes partit en France en 1918 lors de Première Guerre mondiale.
La Thaïlande a connu dix-huit tentatives de coup d’État de 1932 à 2017.
Durant la Seconde Guerre mondiale, la Thaïlande déclenche en 1940 une offensive contre l'Indochine française. Son armée compte alors 60 000 hommes.
Le 8 décembre 1941, l'invasion japonaise de la Thaïlande fait basculer la Thaïlande dans le camp de l'Axe en créant l'armée thaïlandaise Phayap, mais de fortes divergences ont lieu dans le pays conduisant à la création des forces thaïlandaises libres.
Elle dispose, en 1942, de 7 divisions :
- 1re Division de la Garde
- 2e Division d'Infanterie
- 3e Division d'Infanterie
- 4e Division d'Infanterie
- 5e Division de Cavalerie
- 6e Division d'Infanterie
- 7e Division d'Infanterie

Durant la Guerre froide, la Thaïlande est un allié du camp occidental et elle s'équipe de matériel américain

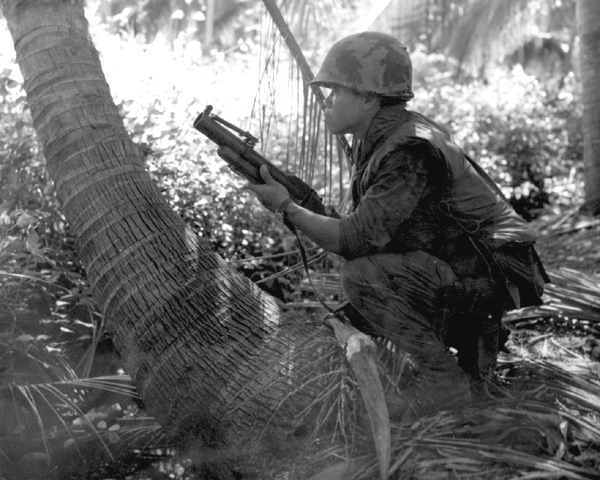
Un soldat thaïlandais au Sud Vietnam en novembre 1967.

L'armée participe a la guerre de Corée en déployant un régiment sous le commandement de la 2e division d'infanterie des États-Unis.
Elle se battra également lors des conflits de la Seconde Guerre d'Indochine ou l'on totalise 37 644 volontaires thaïs. Durant la guerre du Vietnam entre octobre 1967 et fait 1970 ou du fait des rotations, il est probablement passé sur le terrain environ 12 000 volontaires thaïs qui formèrent à partir de la Royal Thai Army Expeditionary Division (en) qui eurent à déplorer 351 morts au combat et 1 358 blessés alors que leurs unités étaient cantonnés dans la Province de Đồng Nai,, tandis que plus de 25 000 servirent dans une guerre secrète au Laos
Le 6 octobre 1976, à Bangkok, des militants d’extrême droite ultraroyalistes, appuyés par la police et par l’armée, ouvrent le feu sur une manifestation d'étudiants de gauche. Les manifestants qui tentent de s’enfuir à la nage, par le fleuve Chao Phraya, sont abattus. Ceux qui se rendent sont battus, certains à mort, et d’autres brûlés vifs. Plusieurs jeunes filles sont violées puis tuées. Les autorités font état de 46 morts, mais le bilan réel pourrait être d'une centaine de tués. Le même jour, l'armée conduit un putsch, avec l’assentiment du roi.
Un bataillon du génie et d'unités médicales est déployé au sein de la Thai Humanitarian Assistance Task Force 976 Thai-Iraq (en) dans le cadre de la Coalition militaire en Irak entre le 30 septembre 2003 et le 30 septembre 2004. Avec un effectif de 443 hommes, un total de 866 thaïlandais servirent dans cette unité. Après un attentat suicide tuant, entre autres, 2 thaïlandais et en blessant 5 le 27 décembre 2003, le gouvernement thaïlandais décide de rapatrier celle ci.
En 2004, l'armée intervient très durement durant le conflit dans le Sud de la Thaïlande contre les protestations de la minorité musulmane. L’armée a notamment battu et entassé 87 manifestants dans un camion pour les transporter vers un lieu de détention ; 78 d’entre eux sont morts pendant le trajet.
À partir des années 2010, elle s'équipe de matériels lourds chinois tels chars de combat et batteries de missiles sol-air.
En 2017 le gouvernement approuve un grand plan de modernisation de l'armée sur 10 ans appelé "Plan de modernisation : Vision 2026". La politique de réforme militaire, a été conçu pour améliorer l'état de préparation et la capacité des forces armées à repousser les menaces contre le Royaume au cours des 10 prochaines années.

## Commandement
L'armée royale thaïlandaise est dirigée par le "Commandant de l'armée royale thaïlandaise" (ผู้บัญชาการทหารบกไทย).
Il s'agit actuellement d'Apirat Kongsompong, depuis octobre 2018. Le Premier ministre actuel Prayuth Chan-ocha étant Commandant de l'armée royale au moment du coup d'État, il exerce toujours un contrôle extrêmement important sur cette institution.

## Organisation

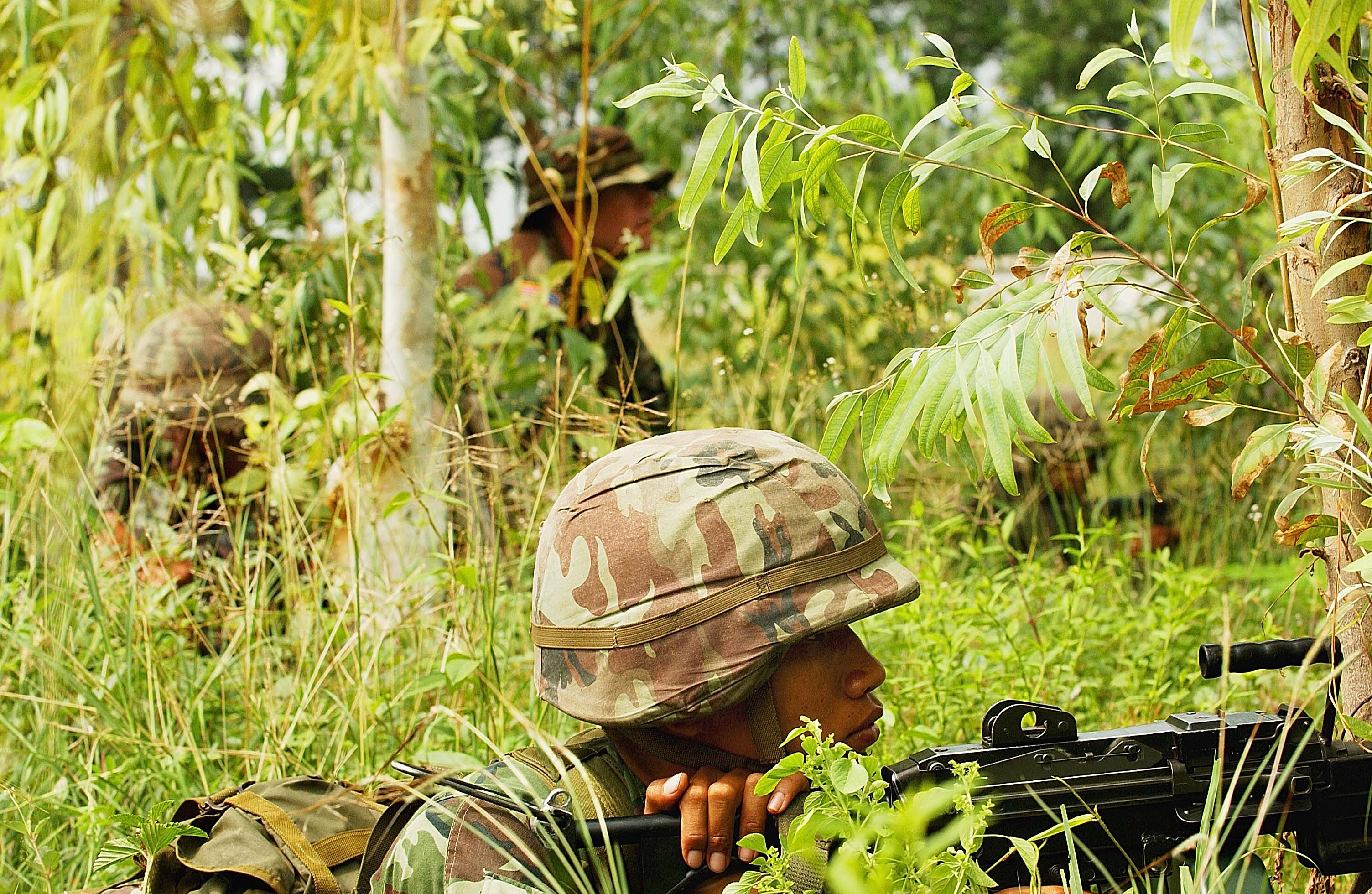
Soldats thaïlandais et américains lors de l'exercice Cobra Gold en 2006 dans la province de Lopburi.

Les futurs officiers de l'armée de terre, comme ceux de l'armée de l'air, de la marine et de la police, sont formés à l'école préparatoire aux Académies des forces armées de Bangkok.

### Régions militaires
Elles sont au nombre de quatre :
- Première région militaire - état-major à Bangkok, responsable de l'ouest et du centre, y compris la capitale.
  - 1re, 2e, 9e et 11e divisions d'infanterie, et
  - 1re division logistique.
- Seconde région militaire - état-major à Nakhon Ratchasima, responsable du nord-est.
  - 3e, 6e et 12e divisions d'infanterie, et
  - 2e division logistique.
- Troisième région militaire - état-major à Phitsanulok, responsable du nord et du nord-ouest.
  - 4e division d'infanterie,
  - 1re division blindée, et
  - 3e division logistique.
- Quatrième région militaire - état-major à Nakhon Si Thammarat, responsable du sud.
  - 5e division d'infanterie, et
  - 4e division logistique.

### Unités tactiques
- 7 divisions d'infanterie (comprenant 5 bataillons de chars),
- 1 division blindée,

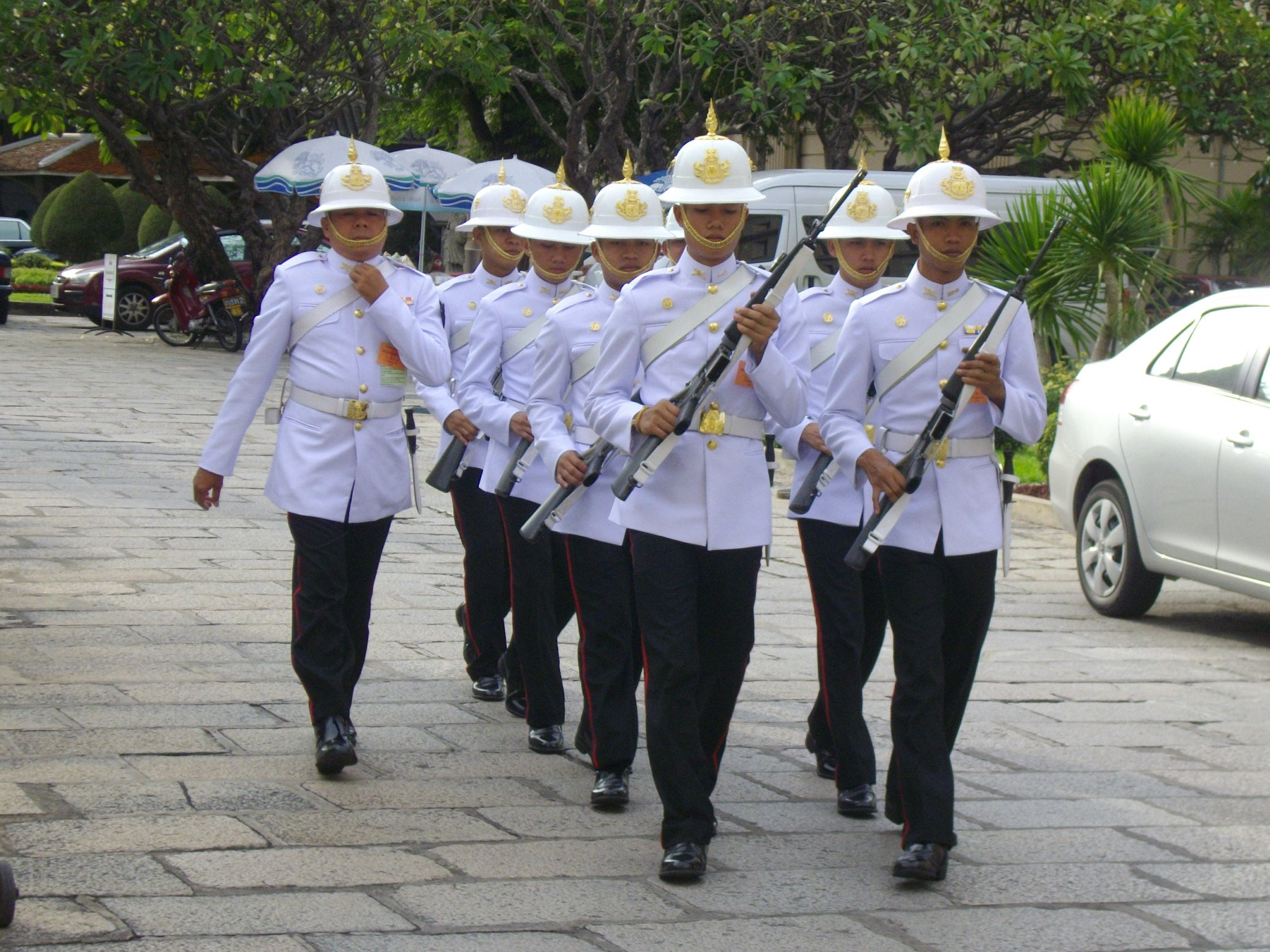
Soldats de la garde royale au palais royal de Bangkok

- 1 division de cavalerie (blindés légers),
- 2 divisions de forces spéciales entraînées et organisées en petites unités pour des opérations spéciales ou aéroportées,
- 1 division d'artillerie de campagne
- 1 division de lutte anti-aérienne
- 8 bataillons d'infanterie indépendants,
- 3 compagnies de transport aérien pour l'approvisionnement des troupes au sol.

La garde royale, créée en 1859, protège la famille royale ; elle fait aussi partie de l'armée royale.
L'armée royale thaïlandaise contrôle au moins un réseau de télévision, Thai Global Network et près de deux cents stations de radio . 
Elle possède en plus un empire très lucratif d'hôtels et de parcs de golf, des terrains, ainsi, qu'un club de football : le Royal Thai Army Football Club de Bangkok etc.

## Matériel
Chiffres au 1er janvier 2024,.

### Matériel lourd

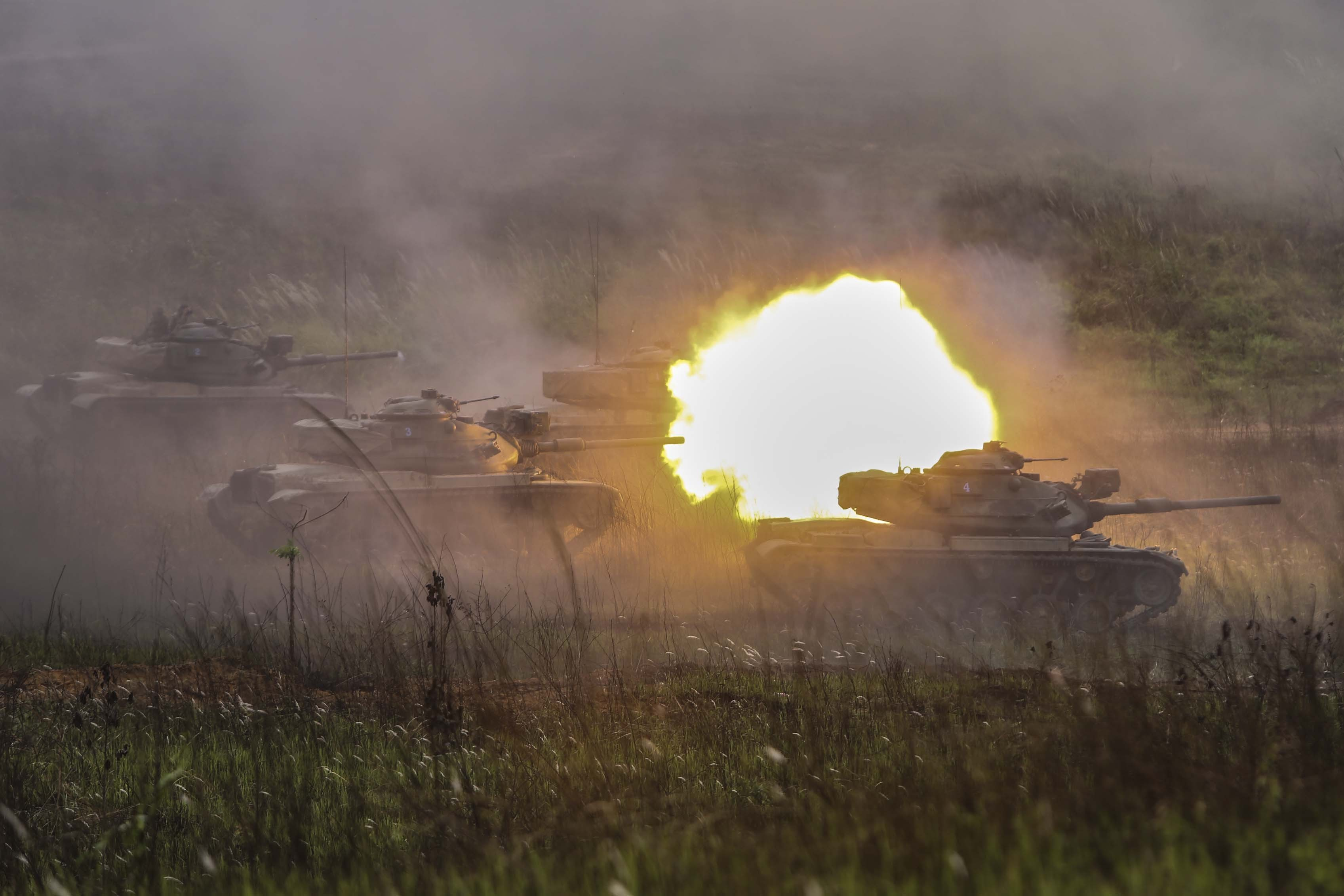
Chars M60A1 en manœuvres en 2014.

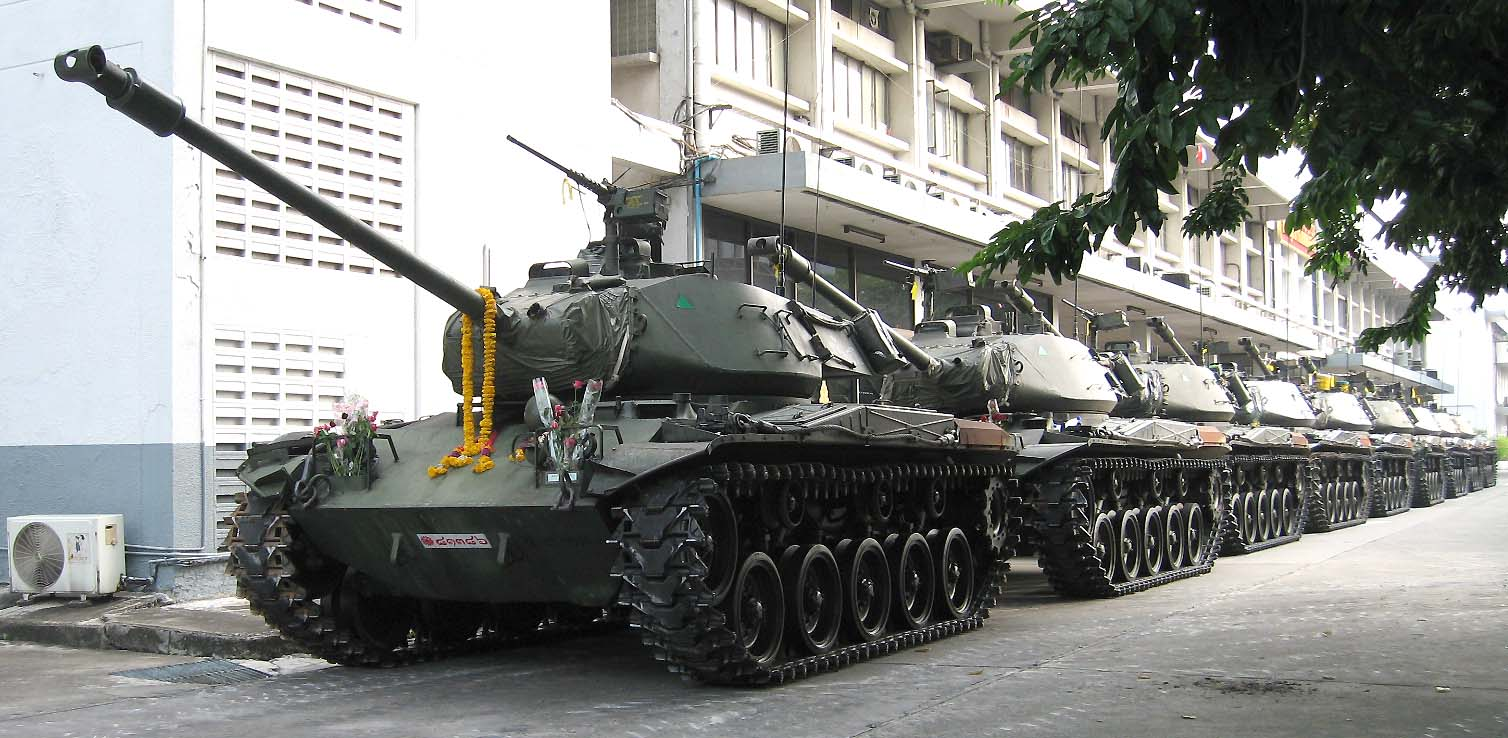
Char M41 Walker Bulldog de l'armée royale thaïlandaise pendant le coup d'État de septembre 2006 en Thaïlande.

| Fournisseur                       | Modèle                                                | Quantité en 2024 | Remarque                                                   |
| --------------------------------- | ----------------------------------------------------- | ---------------- | ---------------------------------------------------------- |
| Chars de combat                   |                                                       |                  |                                                            |
| Chine                             | Type 69-II                                            | 50               | Plus en service actif mais au moins 50 en réserve en 2022. |
| Chine                             | VT-4                                                  | 38               |                                                            |
| Ukraine                           | T-84                                                  | 49               |                                                            |
| États-Unis                        | M48A5 Patton                                          | 105              |                                                            |
| États-Unis                        | M60A3 Patton                                          | 178              | Ex-US Army                                                 |
| Chars légers                      |                                                       |                  |                                                            |
| Royaume-Uni                       | FV101 Scorpion CVR(T)                                 | 154 ; 104        | Réduction progressive depuis 2017.                         |
| États-Unis                        | M41 Walker Bulldog                                    | 200 ; 24         | Réduction progressive depuis 2017.                         |
| États-Unis                        | Stingray                                              | 106 ; 66         | Seul utilisateur. Réduction progressive depuis 2017.       |
| Véhicules de transport de troupes |                                                       |                  |                                                            |
| Allemagne                         | Condor                                                | 18               |                                                            |
| Allemagne                         | Rasit                                                 | ?                |                                                            |
| Chine                             | Type 85 (en)                                          | 450              |                                                            |
| Chine                             | VN-1                                                  | 52               |                                                            |
| Afrique du Sud                    | REVA 4x4                                              | 85 ; 100         | livraison en cours                                         |
| Royaume-Uni                       | Alvis Saracen (en)                                    | 20               |                                                            |
| Royaume-Uni                       | S52 Shorland                                          | 32               |                                                            |
| Singapour                         | Bronco (en)                                           | 880              |                                                            |
| États-Unis                        | M113A1/A3 APC                                         | 430              |                                                            |
| États-Unis                        | M901A3 Improved TOW Vehicle                           | 18               |                                                            |
| États-Unis                        | V-150/LAV-150 Commando                                | 142              |                                                            |
| États-Unis                        | M1126 Stryker ICV M1127 Stryker RV                    | 61 10            |                                                            |
| Ukraine                           | BTR-3E1 BTR-3K BTR-3C BTR-3RK                         | 168 9 6 12       | livraison en cours                                         |
|                                   |                                                       |                  |                                                            |
| Artillerie de campagne            |                                                       |                  |                                                            |
| France                            | LG1 Mark II - Obusier 105 mm                          | 24               |                                                            |
| Royaume-Uni                       | L119 - Obusier 105 mm                                 | 60               | Produit sous licence                                       |
| États-Unis                        | M101 - Obusier 105 mm                                 | 200              |                                                            |
| États-Unis                        | M102 - Obusier 105 mm                                 | 24               | En réserve                                                 |
| États-Unis                        | M198 - Obusier 155 mm                                 | 118              |                                                            |
| États-Unis                        | M114 - Obusier 155 mm                                 | (48)             | Retiré du service actif 48 en réserve en 2022              |
| Thaïlande                         | M618A2 - Obusier 105 mm                               | 32               | En réserve                                                 |
| Chine                             | Type 59-1 - Obusier 130 mm                            | 54               |                                                            |
| Autriche                          | GHN-45 (de) - Obusier 155 mm                          | 90               |                                                            |
| Israël                            | Soltam M-71 (en) - Obusier 155 mm                     | 21               |                                                            |
| Israël                            | Elbit Spear- Mortier automoteur 120 mm                | 6                |                                                            |
| Israël                            | ATMOS 2000 - Obusier automoteur 155 mm                | 16               |                                                            |
| États-Unis                        | M106A3 (en) - Mortier automoteur 107 mm               | 12               |                                                            |
| Chine                             | SM-4A - Mortier automoteur 120 mm                     | 12               | Châssis de WZ551                                           |
| France                            | CAESAR - Obusier automoteur 155 mm                    | 6                | livrés                                                     |
| Ukraine                           | mortier automoteur BTR-3M1 81 mm                      | 18               |                                                            |
| Ukraine                           | mortier automoteur BTR-3M2 120 mm                     | 8                |                                                            |
| États-Unis                        | M109A5 - Obusier automoteur 155 mm                    | 20               |                                                            |
| Chine                             | SR-4 (en) - Lance-roquettes multiples 122 mm          | 4                |                                                            |
| Chine                             | Type 82 - Lance-roquettes multiples 130 mm            | 60               | sur Type 85 AFV (en)                                       |
| Chine                             | WS-1B (en) - Lance-roquettes multiples guidées 302 mm | 1                | Portée de 180 km.                                          |
| Chine                             | WS-32 (en) - Lance-roquettes multiples guidées 302 mm | 3                | Portée de 150 km - CEP 30 m                                |
| Artillerie anti-aérienne          |                                                       |                  |                                                            |
| États-Unis                        | canon antiaérien automoteur M163 VADS 20 mm           | 24               |                                                            |
| États-Unis                        | canon antiaérien M167 VADS (en) 20 mm                 | 24               |                                                            |
| États-Unis                        | canon antiaérien M42 Duster 40 mm                     | 30               |                                                            |
| Chine                             | canon antiaérien double Type 74 37 mm                 | 52               |                                                            |
| Suède                             | canon antiaérien Bofors L60/70 40 mm                  | 48               |                                                            |
| Suisse                            | canon antiaérien GDF-007 35 mm                        | 8                |                                                            |
| Chine                             | canon antiaérien Type 59 57 mm                        | 6                |                                                            |
| Royaume-Uni                       | MANPADS Starstreak                                    | 8                |                                                            |
| Union soviétique                  | MANPADS 9K338 Igla-S                                  | N/C              |                                                            |
| Italie                            | Missile sol-air Aspide                                | N/C              |                                                            |

### Armes légères
| Fournisseur          | Modèle                          | Type                                | Remarque |
| -------------------- | ------------------------------- | ----------------------------------- | --- |
| Autriche             | Steyr AUG                       | fusil d'assaut                      | petites quantités utilisées principalement par les forces spéciales. |
| Allemagne            | Heckler & Koch G36E/G36KE/MG36E | fusil d'assaut                      | utilisé par les forces spéciales. |
| Allemagne            | Heckler & Koch HK33             | fusil d'assaut                      | utilisé par l'Army Reserve Force Students (en). |
| Israël               | IMI Galil                       | fusil d'assaut                      | |
| Israël               | IMI Tavor TAR-21                | fusil d'assaut                      | future arme principale de l'infanterie. 30 000 commandés ; en cours de livraison. |
| Singapour            | SAR 21                          | fusil d'assaut                      | utilisé par les forces spéciales. |
| Union soviétique     | AK-47                           | fusil d'assaut                      | utilisés en petits nombres par le Thahan Phran (troupes frontalières paramilitaires), principalement saisis sur les forces communistes durant la Guerre du Viêt Nam ou provenant du Laos et du Cambodge. |
| États-Unis           | M16A1/A2/A4                     | fusil d'assaut                      | arme principale de l'infanterie. Les vieux M16A1 seront remplacés par des IMI Tavor TAR-21 et M16A4, dans les forces spéciales par des FN SCAR.                                                          |
| États-Unis           | M4A1 Carbine                    | fusil d'assaut/carabine             | utilisé par les forces urbaines. |
| États-Unis           | M733                            | fusil d'assaut/carabine             | |
| États-Unis           | M1 Garand                       | fusil semi-automatique              | utilisé par la Garde Royale et l'Army Reserve Force Students (en) comme fusil d'entraînement. |
| États-Unis           | Carabine M1                     | carabine semi-automatique           | utilisée par l'Army Reserve Force Students pour l'entraînement (et par la Force aérienne royale thaïlandaise).                                                                                           |
| Suisse               | Sig-Sauer SSG 3000              | fusil de précision                  | utilisé par les tireurs d'élite. |
| États-Unis           | SR-25                           | fusil de précision semi-automatique | utilisé par les tireurs d'élite. |
| États-Unis           | 93 (ฺFN Browning M2HB)           | mitrailleuse lourde                 | |
| Belgique, États-Unis | M249                            | mitrailleuse légère                 | |
| Belgique             | FN MINIMI                       | mitrailleuse légère                 | |
| Allemagne            | Heckler & Koch HK13             | mitrailleuse légère                 | |
| Israël               | IMI Negev                       | mitrailleuse légère                 | 1500 commandées, livraison en cours. |
| Singapour            | Ultimax 100                     | mitrailleuse légère                 | |
| Belgique             | FN MAG-58                       | mitrailleuse                        | mitrailleuse standard des forces armées royales thaïlandaises : 4000 livrées entre 2008- et 2010en remplacement des M60.                                                                                 |
| Allemagne            | MG3                             | mitrailleuse                        | Used in V-150 APC. |
| États-Unis           | M60 machine gun                 | mitrailleuse                        | ancienne mitrailleuse standard remplacée par la FN MAG. |
| Belgique             | FN P90                          | pistolet mitrailleur                | utilisé par les forces spéciales. |
| Allemagne            | Heckler & Koch MP5              | pistolet mitrailleur                | |
| Israël               | Uzi                             | pistolet mitrailleur                | |
| Italie               | Franchi SPAS 12                 | fusil                               | |
| États-Unis           | Remington 870                   | fusil                               | |
| Autriche             | Glock 17                        | pistolet                            | |
| Autriche             | Glock 23                        | pistolet                            | |
| Tchéquie             | CZ-75D Compact                  | pistolet                            | |
| États-Unis           | M1911                           | Pistol                              | |
| Union soviétique     | RPG-2                           | lance-roquettes                     | utilisés en petits nombres, surtout par le Thahan Phran, principalement saisis sur les forces communistes durant la Guerre du Viêt Nam ou provenant du Laos et du Cambodge.                              |
| Chine                | Type 69 RPG                     | lance-roquettes                     | utilisés en petits nombres, surtout par le Thahan Phran, principalement saisis sur les forces communistes du Laos et du Cambodge.                                                                        |
| États-Unis           | M203                            | lance-grenades                      | sur des fusils d'assaut AR-15. |
| États-Unis           | M79                             | lance-grenades                      | |
| États-Unis           | Mk 19                           | lance-grenades automatique          | |
| Suède                | Carl Gustav M2                  | canon sans recul                    | |
| États-Unis           | M47 Dragon                      | missile antichar                    | |
| États-Unis           | M72 LAW                         | arme légère antichar                | |
| Russie               | 9K38 Igla                       | missile surface-air                 | 36 commandés. |
| Chine                | HN-5                            | missile surface-air                 | |

### Aéronefs
L'armée royale thaïlandaise utilise les appareils suivants en 2024 :
| Fournisseur                | Type                                 | Modèle                         | Quantité | Remarque |
| -------------------------- | ------------------------------------ | ------------------------------ | -------- | --- |
| Avions                     |                                      |                                |          | |
| Brésil                     | Avion de transport léger             | Embraer ERJ-135LR              | 2        | |
| Espagne                    | Avion de transport léger             | CASA C-212-300 Aviocar         | 1        | numéros de série 446 et 447, basé avec l'escadron des personnalités à l'Aéroport de Don Muang. Un de ces avions a été retiré du service. |
| Espagne - Union européenne | Avion de transport moyen             | Airbus C295W                   | 3        | |
| Royaume-Uni                | Avion de transport léger             | British Aerospace Jetstream-41 | 2        | numéros de série 41060 et 41094, basé avec l'escadron des personnalités à l'aéroport de Don Muang.                                       |
| États-Unis                 | Avion de transport léger             | Beechcraft 1900C-1             | 2        | numéros de série 0169 et 0170, basé avec l'escadron des personnalités à l'aéroport de Don Muang.                                         |
| États-Unis                 | Avion de transport léger             | Beechcraft 200 King Air        | 2        | numéros de série 0342 et 1165, basés au complexe militaire de Lopburi.                                                                   |
| États-Unis                 | Avion de transport léger             | Cessna A185E (en)              | 9        | |
| États-Unis                 | Avion de transport léger             | Cessna 182                     | 3        | |
| Suisse                     | Avion de transport léger             | PC-12NGX                       | 1        | |
| États-Unis                 | Avion d'entrainement                 | Cessna T-41 Mescalero          | 22       | versions militaires du Cessna 172 utilisées auparavant par l'US Army ; 20 à 30 volent encore (avion d'entraînement).                     |
| États-Unis                 | Avion d'entrainement                 | Maule (en) MX-7                | 11       | environ 15 exemplaires utilisés comme avions de liaison et d'entraînement.                                                               |
| Hélicoptères               |                                      |                                |          | |
| États-Unis                 | Hélicoptère d'attaque                | Bell AH-1F                     | 7        | |
| États-Unis                 | Hélicoptère de transport lourd       | Boeing CH-47D Chinook          | 5        | |
| États-Unis                 | Hélicoptère polyvalent               | Sikorsky UH-60A UH-60L UH-60M  | 3 8 7    | numéros de série 6927, 6928, 6929, 7002, 7003, 7025 et 7026. Trois de plus commandés. 18 en 2024 dont 3 UH-60M.                          |
| Italie                     | Hélicoptère polyvalent               | AgustaWestland AW149           | 2        | |
| Italie                     | Hélicoptère polyvalent               | AgustaWestland AW139           | 2        | |
| Russie                     | Hélicoptère polyvalent               | Mi-17V-5                       | 10       | |
| Union européenne           | Hélicoptère moyen                    | H125M                          | 8        | |
| Union européenne           | Hélicoptère léger                    | UH-72A Lakota                  | 5        | |
| Union européenne           | Hélicoptère léger                    | H145M                          | 6        | Version VIP |
| États-Unis                 |                                      | Bell 206 Jet Ranger            | 27       | versions 206A et 206B. |
| États-Unis                 | Hélicoptère léger                    | Bell 212                       | 52       | |
| États-Unis                 | Hélicoptère léger                    | Enstrom 480B (en)              | 21       | |
| États-Unis                 | Hélicoptère léger                    | Hughes 300C                    | 53       | |
| États-Unis                 | Hélicoptère léger                    | Bell Bell 412EP                | 2        | commandés. |
| Drones                     |                                      |                                |          | |
| Israël                     | Drone de reconnaissance et de combat | IAI Searcher I IAI Searcher II | N/C      | |
| Israël                     | Drone de reconnaissance              | Hermes 450                     | 4        | |
| Retiré du service          |                                      |                                |          | |
| États-Unis                 |                                      | Bell AH-1F Huey Cobra          | 3        | numéros de série 9996, 9997 et 9998 ; un quatrième, de numéro de série 9999, s'est écrasé en 2001. Sept autres sont commandés.           |
| États-Unis                 |                                      | Bell UH-1H Iroquois            | ~100     | datant de l'aide militaire américaine durant la guerre du Viêt Nam ; certains achetés dans les surplus américains.                       |
| États-Unis                 |                                      | Bell UH-1N Twin Huey           | ~60      | biturbine |